# Xu Guanhua

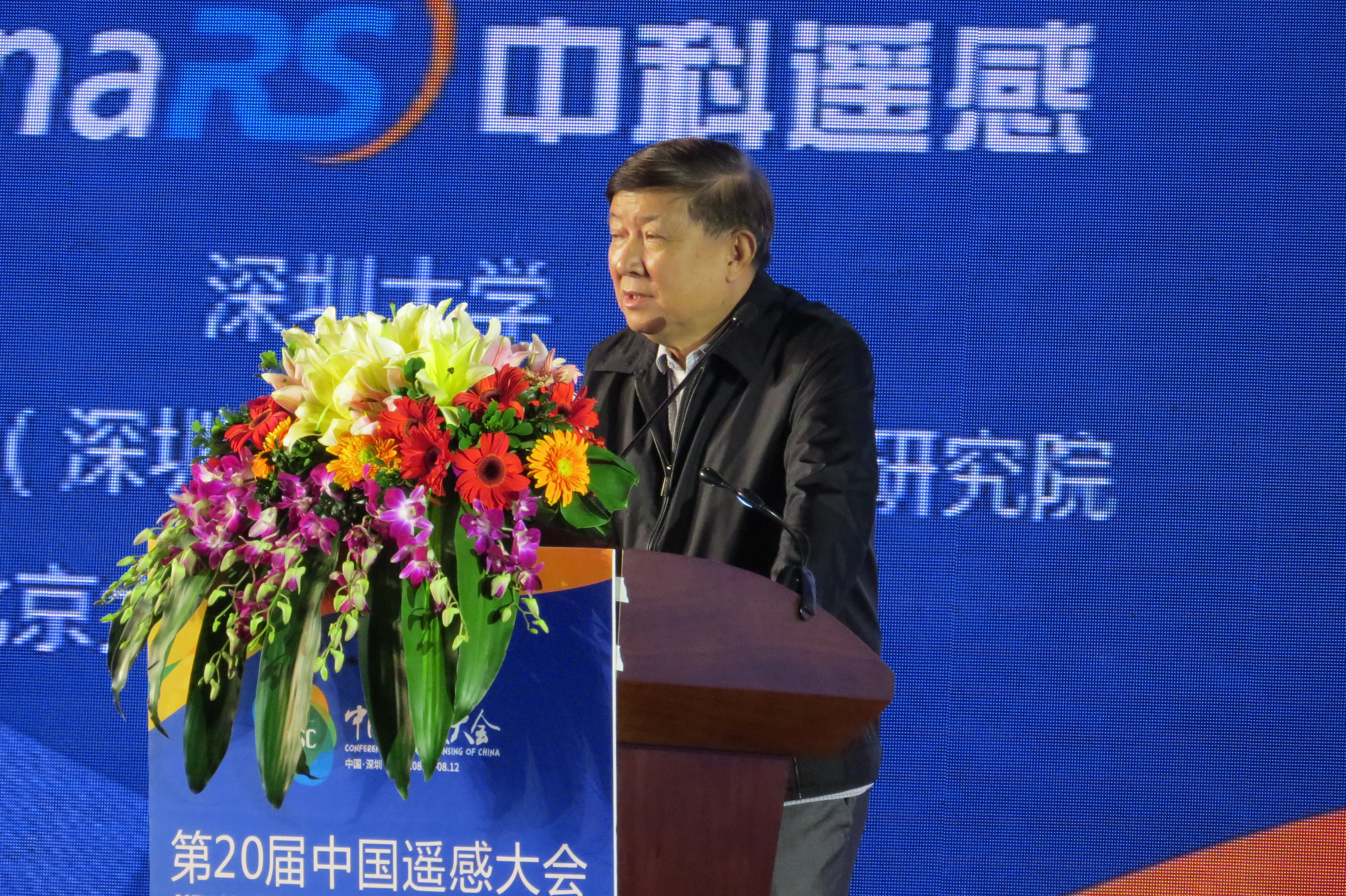
Xu Guanhua (2016)

Xu Guanhua (chinesisch 徐冠華 / 徐冠华, Pinyin Xú Guànhuá; * 16. Dezember 1941 in Shanghai) ist ein chinesischer Forstwissenschaftler und Politiker der Kommunistischen Partei Chinas. Xu war von Februar 2001 bis April 2007 Minister für Wissenschaft und Technologie und gilt als einer der führenden Köpfe der chinesischen Fernerkundung.

## Akademischer Werdegang

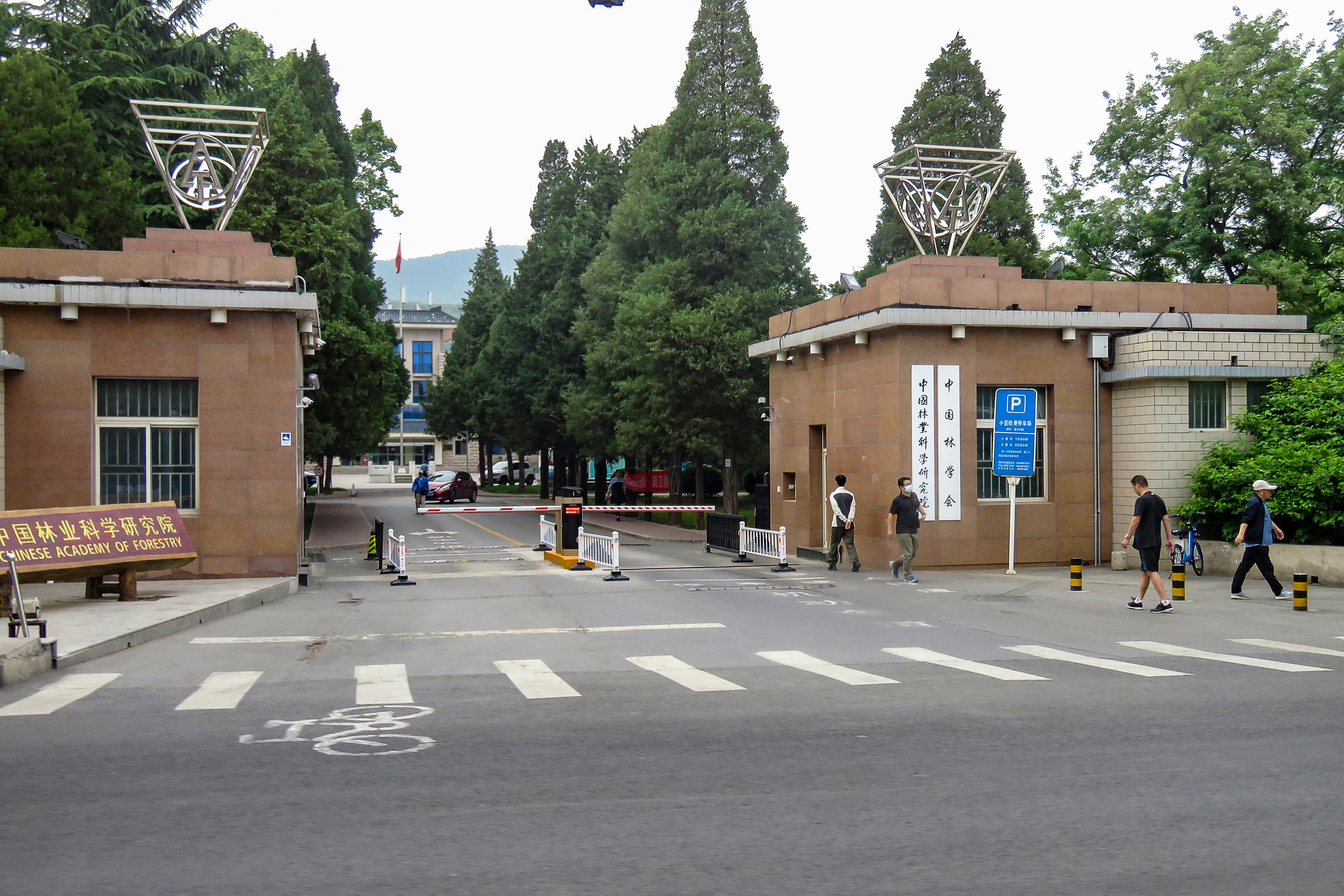
Akademie für Forstwissenschaft

Xu Guanhua studierte 1959 bis 1963 an der damaligen Forstakademie Peking (北京林学院) Forstwissenschaft. Nach seinem Abschluss wurde er der dem Ministerium für Forstwirtschaft (中华人民共和国林业部) unterstehenden Chinesischen Akademie für Forstwissenschaft (中国林业科学研究院) zugeteilt.
Erst als Assistent, dann als Dozent und schließlich als Wissenschaftsrat im Rang eines Professors (研究员) war er dort bis 1971 tätig. Von 1971 bis 1979 unterrichtete er an der Chang’an-Universität (长安大学) in Xi’an. 1979 kehrte Xu Guanhua an die Akademie für Forstwissenschaft zurück und übernahm dort die Leitung des Instituts für Ressourceninformation (资源信息研究所).
Noch im selben Jahr wurde er – unter formeller Beibehaltung seines Postens als Institutsleiter – nach Schweden geschickt, um an der Universität Stockholm als Gastwissenschaftler die Verarbeitung von digitalen Fernerkundungsbildern zu studieren. 1981 kehrte er nach China zurück und war während des 7. Fünfjahresplans (1986–1990) maßgeblich an der luft- und satellitenbildgestützten Evaluierung von Chinas Grüner Mauer beteiligt, damals noch mit Aufnahmen des amerikanischen Satelliten Landsat 5.
1984 trat Xu Guanhua in die Kommunistische Partei Chinas ein.
1992 wurde Xu Guanhua als Vorstandsmitglied der Abteilung Geowissenschaften in die Chinesische Akademie der Wissenschaften aufgenommen. 1993 übernahm er die Leitung des Instituts für Fernerkundungsanwendungen der Akademie der Wissenschaften; die Leitung des Instituts für Ressourceninformation an der Akademie für Forstwissenschaft übernahm sein Stellvertreter Hua Wangkun (华网坤, * 1937).
Zusätzlich zu seinen Aufgaben als Institutsleiter fungierte Xu Guanhua 1994/1995 als stellvertretender Präsident der Chinesischen Akademie der Wissenschaften.

## Politische Laufbahn
1995 wurde Xu Guanhua zum stellvertretenden Leiter der Staatskommission für Wissenschaft und Technologie ernannt, die damals die Funktion eines Wissenschaftsministeriums erfüllte. Bis April 1997 fungierte er parallel dazu weiterhin als Leiter des Instituts für Fernerkundungsanwendungen, danach übernahm sein bisheriger Stellvertreter Guo Huadong (郭华东, * 1950) diese Aufgabe.
Im März 1998 wurde die Staatskommission vom Nationalen Volkskongress zum Ministerium hochgestuft. Der bisherige Kommissionsleiter Song Jian (宋健, * 1931) zog sich aus Altersgründen zurück und wurde Präsident der Chinesischen Akademie der Ingenieurwissenschaften; erste Ministerin wurde am 18. März 1998 die Makromolekül-Chemikerin Zhu Lilan (朱丽兰, * 1935). Xu Guanhua blieb bei der Behörde, nun als Staatssekretär. Im August 2000 hatte Zhu Lilan die Altersgrenze von 65 Jahren für Minister erreicht (das reguläre Renteneintrittsalter für Akademikerinnen liegt in China bei 55 Jahren). Daraufhin wurde Xu Guanhua im Februar 2001 zum amtierenden Minister für Wissenschaft und Technologie ernannt. Am 17. März 2003 wurde die Ernennung vom Nationalen Volkskongress bestätigt.
Im September 2003 vereinbarte Xu Guanhua bei einem Treffen in Paris mit dem damaligen ESA-Generaldirektor Jean-Jacques Dordain die Schaffung eines gemeinsamen Forschungsprogramms auf dem Gebiet der Fernerkundung – das im April 2004 offiziell gestartete Drachen-Programm (龙计划).
Das von der ESA und dem Nationalen Zentrum für Fernerkundung (国家遥感中心 bzw. National Remote Sensing Center of China) des Ministeriums für Wissenschaft und Technologie gemeinsam betriebene Programm
wurde von beiden Seiten als Erfolg betrachtet und daher im April 2008 bei einer Tagung in Peking für weitere vier Jahre verlängert.
Ab 2008 konnte die chinesische Seite mit den Huanjing-Satelliten zur Umweltbeobachtung und vor allem mit den hochauflösenden Gaofen-Satelliten (siehe unten) zunehmend eigenes Material beitragen, und am 1. April 2022 ging das Drachen-Programm schließlich in die fünfte Verlängerung.

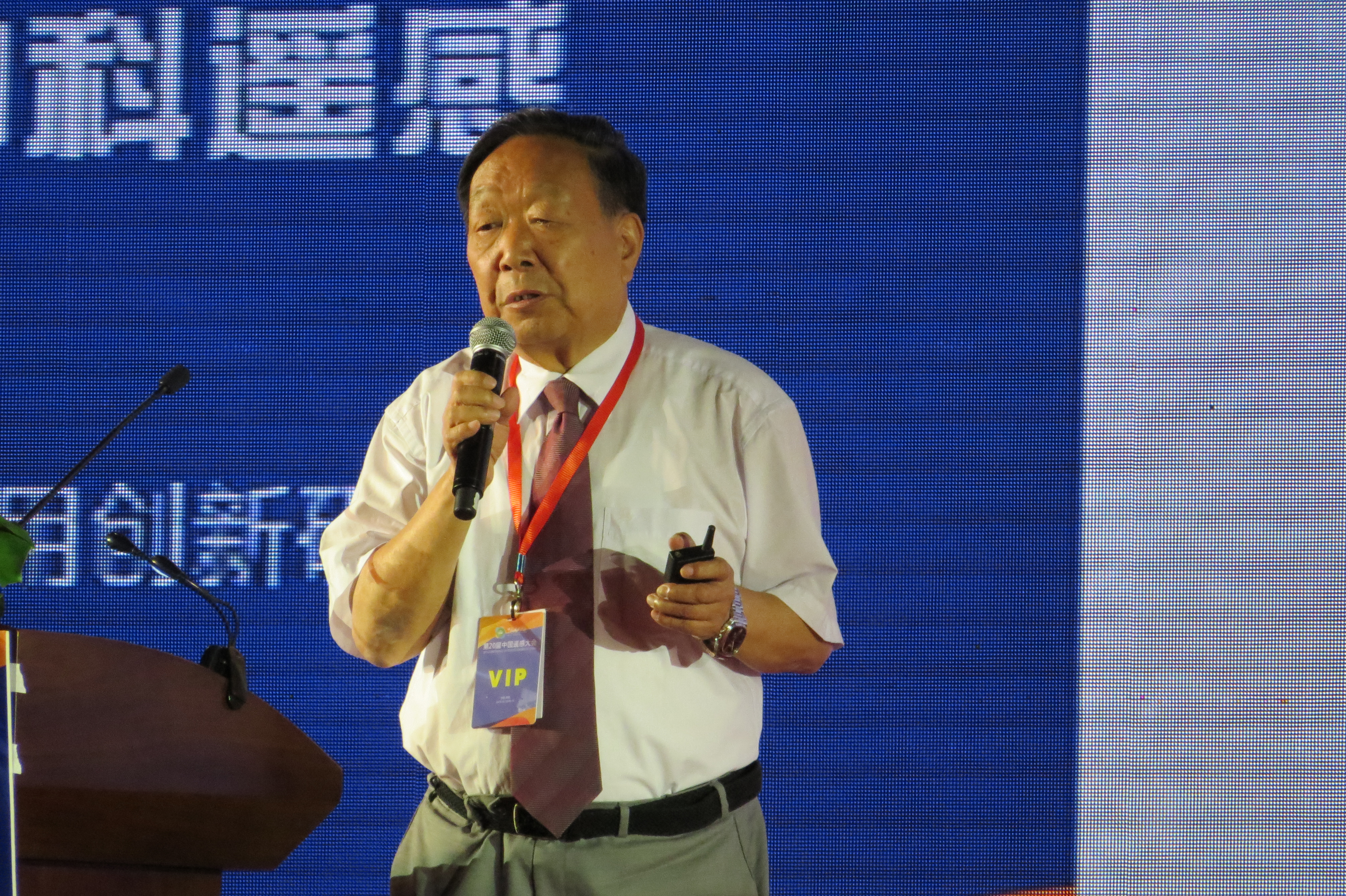
Li Deren (2016)

In Xus Amtszeit fiel die Ausarbeitung des „Grundrisses eines nationalen Programms für die mittel- und langfristige Entwicklung von Wissenschaft und Technologie (2006–2020)“, ein Fünfzehnjahresplan, der die Grundlage für die Förderung nationaler wissenschaftlich-technischer Großprojekte bildete. 2005 stellte das Ministerium Expertengruppen zusammen, die darüber berieten, welche Projekte in die Förderung aufgenommen werden sollten. Zu den wichtigen Gebieten zählten damals unter anderem Wasser und Bodenschätze, Umweltschutz und Landesverteidigung. Bereits 2002 hatten rund ein Dutzend Akademiemitglieder unter der Leitung von Li Deren (李德仁, * 1939) im Auftrag von Xu Guanhua dem Zentralkomitee der Kommunistischen Partei Chinas vorgeschlagen, ein hochauflösendes Erdbeobachtungssystem zu entwickeln. Der Vorschlag wurde von der Parteiführung wohlwollend aufgenommen, und so wurde das Hochauflösende Erdbeobachtungssystem Chinas eines der ersten 16 Projekte, die in das vom Staatsrat der Volksrepublik China im Februar 2006 verabschiedete Förderprogramm kamen.
Anders als zum Beispiel Breitband-Mobilfunk oder die Erschließung von Öl- und Erdgasfeldern wurde das Hochauflösende Erdbeobachtungssystem am Ende jedoch nicht dem Ministerium für Wissenschaft und Technologie unterstellt, sondern – ebenso wie Kernkraftwerke und die gesamte Raumfahrt – der Nationalen Behörde für Wissenschaft, Technik und Industrie in der Landesverteidigung, einer Abteilung des Ministeriums für Industrie und Informationstechnik.
Im Dezember 2006 erreichte Xu die Altersgrenze für Minister und wurde daher im April 2007 durch den elf Jahre jüngeren Automobil-Ingenieur Wan Gang ersetzt. Xu Guanhua wurde Anfang März 2008 als einer von 99 Vertretern der KPCh in die Politische Konsultativkonferenz des chinesischen Volkes berufen und dort am 13. März 2008 in den Ständigen Ausschuss gewählt, wo zwischen den jährlichen Vollversammlungen die eigentliche Arbeit stattfindet.
Am 15. März 2008 wurde er im Ständigen Ausschuss zum Vorsitzenden der Kommission für Unterricht, Wissenschaft, Kultur, Gesundheit und Sport (教科文卫体委员会) gewählt.
Mit dem Ende der 11. Legislaturperiode zog sich Xu Guanhua im März 2013 aus der aktiven Politik zurück, ist aber weiterhin als Berater für den 1995 von der damaligen Staatskommission für Wissenschaft und Technologie gegründeten Verband der Produktivitätsförderungszentren Chinas (中国生产力促进中心协会) tätig, der sich vor allem um die Unterstützung von mittleren und kleinen Unternehmen kümmert.
Seit November 2017 ist er auch stellvertretender Vorsitzender der Beraterkommission des Instituts für nachhaltige Urbanisierung der Tsinghua-Universität.
Bereits im Oktober 2003 wurde Xu Guanhua als ausländisches Mitglied in die Königlich Schwedische Akademie der Ingenieurwissenschaften aufgenommen.